# تاريخ علم الأحياء الجزيئي

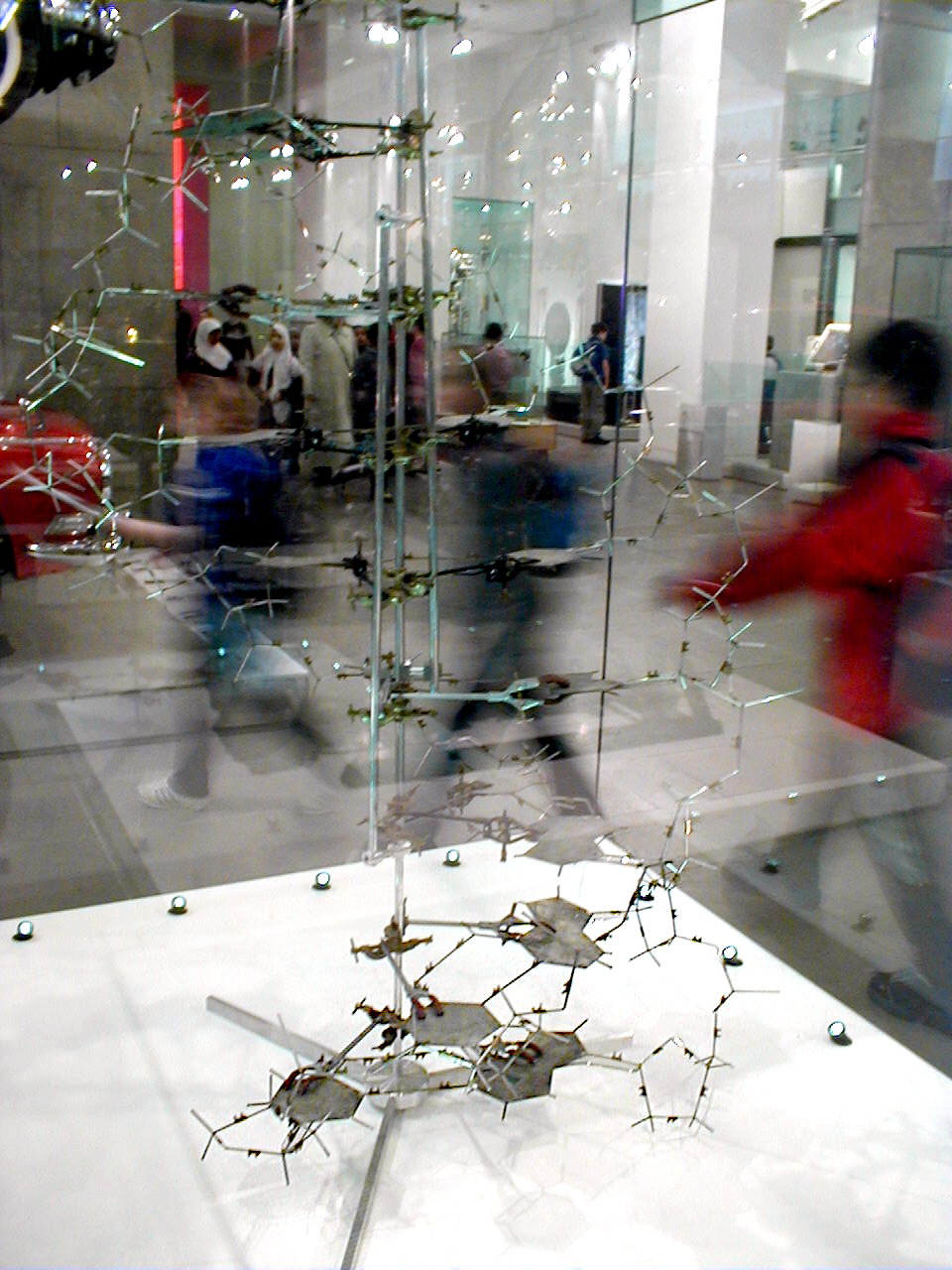

يبدأ تاريخ علم الأحياء الجزيئي في ثلاثينيات القرن العشرين باندماج مجالات فيزيائية وبيولوجية متنوعة: الكيمياء الحيوية والوراثة وعلم الأحياء الدقيقة وعلم الفيروسات والفيزياء. وبهدف فهم الحياة على المستوى الأساسي جدًا، اهتم الكثير من الفيزيائيين والكيميائيين أيضًا بعلم الأحياء الجزيئي.
يحاول علم الأحياء الجزيئي بمفهومه الحديث تفسير ظاهرة الحياة انطلاقًا من خصائص الجزيئات الضخمة التي تولدها. يركز عالم الأحياء الجزيئي على فئتين من الجزيئات الضخمة بشكل أساسي: 1. الأحماض النووية، وأشهرها الحمض النووي الريبوزي منقوص الأكسجين (الدنا) وهو الوحدة الأساسية في المورثات،  و2. البروتينات، وهي العوامل النشطة في الكائنات الحية. لذا فإن أحد تعريفات مجال دراسة علم الأحياء الجزيئي هو وصف بنية ووظيفة هذ ين النوعين من الجزيئات الضخمة وتحديد العلاقات بينها. يسمح لنا هذا التعريف المحدود نسبيًا بتعيين تاريخ «الثورة الجزيئية»، أو على الأقل تحديد التسلسل الزمني لأهم تطوراتها.

## نظرة عامة
في بداياته، كان علم الأحياء الجزيئي- صاغ الاسم وارن ويفر من مؤسسة روكفلر في عام 1938-  محاولة لتفسير الحياة من الجانبين الفيزيائي والكيميائي لا علمًا متماسكًا. بعد بزوغ النظرية المندلية في الوراثة الصبغية في العقد الثاني من القرن العشرين ونضوج النظرية الذرية وميكانيكا الكم في العشرينيات من القرن نفسه، بدت مثل هذه التفسيرات في متناول اليد. شجع ويفر وغيره الأبحاث في مجالات تلاقي علم الأحياء والفيزياء والكيمياء وموّلوها، بينما وجه فيزيائيون بارزون آخرون مثل نيلز بور وإروين شرودينغر انتباههم إلى التأملات البيولوجية. على كل حال، في ثلاثينيات وأربعينيات القرن العشرين، لم تكن جدوى تلك الدراسات متعددة الاختصاصات واضحة، بدت مختلف المجالات البحثية الناشئة كالكيمياء الغروانية والفيزياء الحيوية وعلم الأحياء الإشعاعي وعلم البلورات واعدة.
في العام 1940، أثبت جورج بيدل وإدوارد تاتوم وجود علاقة دقيقة بين المورثات والبروتينات. تحول تركيزهم في سياق دراسة العلاقة بين الوراثة والكيمياء الحيوية من دراسة ذبابة الفاكهة إلى دراسة فطر العصيباء المبوغة الأكثر ملاءمة. سيصبح وضع نماذج الكائنات الحية واستعمالها بكثرة سمة بارزة في تطور علم الأحياء الجزيئي. في عام 1944، أظهر آزوولد إيفري الذي يعمل في معهد روكفلر في نيويورك، أن المورثات مكونة من الدنا. في عام 1952، أكد ألفريد هيرشي ومارثا تشايس أن المادة الوراثية للعائيات الفيروسية (الفيروسات التي تصيب الجراثيم) مكونة من الحمض النووي. في عام 1953، اكتشف جيمس واطسون وفرانسيس كريك البنية الحلزونية المزدوجة لجزيء الدنا بناءً على اكتشافات روزاليند فرانكلين. في عام 1961، أظهر فرانسوا جاكوب وجاك مونو أن منتجات مورثات معينة تنظم التعبير عن مورثات أخرى من خلال التأثير على مواقع انتهائية محددة من تلك المورثات، وافترضا وجود وسيط بين الدنا والمنتجات البروتينية أطلقا عليه اسم الرنا المرسال. بين العامين 1961 و1965 حُددت العلاقة بين المعلومات التي يحملها الحمض النووي وبنية البروتينات: توجد شيفرة، شيفرة وراثية، تخلق تناظرًا بين تعاقب النكليوتيدات في سلسلة الحمض النووي وتتالي الأحماض الأمينية في البروتينات.
حدثت الاكتشافات الرئيسية في علم الأحياء الجزيئي في فترة لم تتعد خمسة وعشرين عامًا. لزمت خمس عشرة سنةً أخرى قبل أن تسمح التقنيات الجديدة الأكثر تعقيدًا، التي تجتمع اليوم تحت راية الهندسة الوراثية، بعزل ووصف المورثات، خاصة عند الكائنات شديدة التعقيد.

## استكشاف السيادة الجزيئية
إذا أردنا تقييم الثورة الجزيئية في سياق تاريخ علم الأحياء، سنرى بوضوح أنها تتويج لعملية طويلة بدأت بالملاحظات الأولى تحت المجهر. كان هدف الباحثين الأوائل فهم عمل الكائنات الحية عبر وصف تنظيمها على المستوى المجهري. منذ نهاية القرن الثامن عشر، لقيَ وصف الجزيئات الكيميائية التي تتكون منها الكائنات الحية اهتمامًا متزايدًا، ونشأت الكيمياء الفيزيولوجية في القرن التاسع عشر، طورها الكيميائي الألماني يوستوس فون ليبيغ، والكيمياء الحيوية في بداية القرن العشرين، على يد الكيميائي الألماني أيضًا إدوارد بوخنر. بين الجزيئات التي درسها الكيميائيون والبنى الدقيقة المرئية تحت المجهر الضوئي، كالنواة الخلوية والصبغيات، لاحظ العلماء منطقة غامضة، سماها عالم الفيزياء الكيميائية وولفغانغ أوستوالد «عالم الأبعاد المُغفَلة». تسكن هذا العالم الغرويات والمركبات الكيميائية التي لم تُعرف بنيتها وخصائصها على نحو جيد.
استُمدت نجاحات علم الأحياء الجزيئي من السعي لاستكشاف هذا العالم المجهول باستخدام التقنيات الجديدة التي طورها الكيميائيون والفيزيائيون: دراسة البلورات بالأشعة السينية والمجهر الإلكترونين والمنبذات الفائقة والرحلان الكهربائي. كشفت هذه الدراسات بنية الجزيئات الضخمة ووظيفتها.
كان عمل لينوس بولينغ في عام 1949 مَعْلَمًا بارزًا في تطور علم الأحياء الجزيئي، فهو أول من ربط طفرة وراثية محددة عند المصابين بفقر الدم المنجلي بتغير ظاهري في بروتين الهيموغلوبين في كريات الدم الحمراء عند الأفراد متخالفي ومتماثلي اللواقح.

## تلاقي الكيمياء الحيوية وعلم الوراثة
كان تطور علم الأحياء الجزيئي أيضًا نتاج تلاقٍ بين مجالين حققا تقدمًا كبيرًا خلال الثلاثين عامًا الأولى من القرن العشرين: الكيمياء الحيوية وعلم الوراثة. تدرس الكيمياء الحيوية بنية ووظيفة الجزيئات التي تتكون منها الكائنات الحية. بين عامي 1900 و1940، وصفت الكيمياء الحيوية العمليات الرئيسية في التمثيل الغذائي: الهضم وامتصاص العناصر الغذائية الناتجة من المغذيات، كالسكريات. تُحفز الإنزيمات النوعية هذه العمليات. الإنزيمات بروتينات، مثل الأجسام المضادة في الدم أو البروتينات المسؤولة عن تقلص العضلات. لذا أصبحت دراسة البروتينات وبنيتها وتركيبها من أهم أهداف الكيمياء الحيوية.
المجال الثاني في علم الأحياء الذي تطور في بداية القرن العشرين هو علم الوراثة. بعد إعادة اكتشاف قوانين مندل بجهود هوغو دو فريس وكارل كورينز وإريك فون تشيرمارك في عام 1900، بدأ هذا العلم يتخذ شكله بفضل تبني توماس هانت مورغان، في عام 1910، لذبابة الفاكهة الشهيرة (ذبابة الفاكهة سوداء البطن، ذبابة الخل) لتصبح نموذج الدراسات الوراثية. بعد مدة وجيزة، أظهر مورغان أن المورثات تتوضع على الصبغيات. بعد هذا الاكتشاف، واصل دراسة ذبابة الفاكهة، وأكد، مع الكثير من مجموعات البحث الأخرى، أهمية المورثات في حياة الكائنات الحية وتطورها. بقيت الطبيعة الكيميائية للمورثات وآلية عملها لغزًا. وكرّس علماء البيولوجيا الجزيئية عملهم لتحديد البنية ووصف العلاقات المعقدة بين المورثات والبروتينات.
لم يكن تطور علم الأحياء الجزيئي ثمرة لنوع من «الضرورة» المتأصلة في تاريخ الأفكار وحسب، وإنما ظاهرة تاريخية مميزة، بكل ما حمله من غموض واستعصاء واحتمالات: نبه تطور الفيزياء في بداية القرن العشرين إلى التأخر النسبي في تطور علم الأحياء، الذي أصبح «الجبهة الجديدة» في البحث المعرفي التجريبي. جلبَت التطورات في نظرية المعلومات وعلم التحكم الآلي في أربعينيات القرن العشرين، استجابة لمقتضيات عسكرية، الكثير من الأفكار الخصبة، وخاصة الاستعارات إلى علم الأحياء الجديد.